# Galeon (båttillverkare)
Galeon är en polsk motorbåtstillverkare. Företaget grundades 1982 och tillverkar både mindre öppna båtar och större motoryachter. De mindre modellerna saluförs under namnet Galia.